# Ecitophora bruchi
Ecitophora bruchi är en tvåvingeart som beskrevs av Schmitz 1923. Ecitophora bruchi ingår i släktet Ecitophora och familjen puckelflugor. Inga underarter finns listade i Catalogue of Life.